# Deodat Nersesowicz
Deodat Nersesowicz (ur. ok. 1650, zm. 9 maja 1709 we Lwowie) – duchowny ormiańskokatolicki, biskup tytularny Trajanopolis in Rhodope od 1681, kaznodzieja, lingwista i tłumacz.

## Życiorys
Syn ormiańskiego proboszcza z Jazłowca. W roku 1668 ukończył prowadzone przez teatynów ormiańsko-katolickie kolegium we Lwowie. Oprócz teologii, studiował prawo kanoniczne i języki wschodnie. Następnie został penitencjarzem benedyktynek w Jarosławiu, po czym otrzymał probostwo zbuczyńskie w Krakowskiem. Zasłynął wówczas jako kaznodzieja. W latach 1681–1686 administrował ormiańską archieparchią lwowską wobec uwięzienia arcybiskupa Wartana Hunaniana. W międzyczasie (1864), jako biskup in partibus pełnił obowiązki po zmarłym metropolicie lwowskim Torosowiczu. Po powrocie Hunaniana wyjechał na kilkanaście lat (do 1697) do Rzymu, gdzie sprawował funkcję duszpasterza Ormian i energicznie pracował nad podniesieniem kolonii ormiańskiej. Po powrocie do Lwowa mianowany koadiutorem lwowskim (2 października 1698). Od grudnia 1699 przejął faktyczne rządy nad diecezją wobec odsunięcia się Hunanania.

## Twórczość

### Ważniejsze utwory
- Prolog, cztery intermedia i epilog – w jęz. polskim – do łac. tragedii o św. Pulcherii – Alojzego Pidou, powst. 1668-1669; intermedium trzecie i czwarte ogł. S. Pigoń „Z dziejów teatru szkolnego w Polsce w. XVII” (o teatrze alumnatu ormiańskiego we Lwowie), Pamiętnik literacki rocznik 35 (1938), z fot. rękopisu; także przedr. zmieniony pt. Dramat o bazylissie Pulcherii w teatrze alumnatu ormiańskiego we Lwowie, w książce Z ogniw życia i literatury. Rozprawy, Wrocław 1961; intermedium pt. Świat na opak wywrócony, wyd. J. Lewański Dramaty staropolskie. Antologia, t. 6, Warszawa 1963; rękopis: Biblioteka Czartoryskich nr 3571
- Pierwsze miejsce zwycięstwu z Bożej łaski pod Widniem, Lwów 1684, drukarnia W. Mielczewski (kazanie w Jarosławiu z okazji bitwy pod Wiedniem)
- Dictionarium latino-armenum, Rzym 1695

### Przekłady
- L. Scupoli Wojna duchowna, Zamość 1683 (drukarnia Akademii Zamojskiej); wyd. następne: Lublin 1746